# 5483 Cherkashin
Az 5483 Cherkashin (ideiglenes jelöléssel 1990 UQ11) a Naprendszer kisbolygóövében található aszteroida. Ljudmila Ivanovna Csernih fedezte fel 1990. október 17-én.